# 1855
1855 (MDCCCLV) je bilo navadno leto, ki se je po gregorijanskem koledarju začelo na ponedeljek, po 12 dni počasnejšem julijanskem koledarju pa na soboto.

## Dogodki
- 1. januar - Ottawa postane mesto
- 17. november - David Livingstone kot prvi Evropejec ugleda Viktorijine slapove

## Rojstva
- 21. januar ali 23. januar - John Moses Browning, ameriški inženir in izumitelj († 1926)
- 13. marec - Percival Lowell, ameriški astronom († 1916)
- 18. julij - Peter Kolar, madžarski slovenski pisatelj († 1908)
- 26. julij - Ferdinand Tönnies, nemški sociolog († 1936)
- 20. november - Josiah Royce, ameriški filozof († 1916)
- - Narayana Guru - indijski hinduistični filozof in družbeni reformator († 1928)
- 13. april - Jurij Šubic, slovenski slikar († 1890)

## Smrti
- 23. februar - Carl Friedrich Gauss, nemški matematik, astronom, fizik (* 1777)
- 10. september - Andrej Čehovin, slovenski baron in častnik (* 1810)
- 11. november - Søren Kierkegaard, danski filozof in teolog (* 1813)